# Klaas Carel Faber
Klaas Carel Faber (født 20. januar 1922 i Haarlem, Holland, død 24. maj 2012 i Ingolstadt, Tyskland) var en hollandsk-tysk dømt krigsforbryder. Han var søn af Pieter Faber og Josephine Carolina Henriette Bakker og bror til Pieter Johan Faber, der blev henrettet for krigsforbrydelser i 1948.

## Liv
Faber kom fra en familie med en hollandsk nazistisk baggrund. Han gik ind i Waffen-SS en måned efter at Tyskland havde besat Holland i 1940. Efter fem måneder med militær træning fik han arbejde ved politiet i Rotterdam og Haag. Fra 1943 til 1944 var han i en koncentrationslejr i Westerbork, lejren som Anne Frank kom igennem inden hun blev ført til Bergen-Belsen, hvor hun døde.
Da Fabers far, Peter Faber, blev dræbt af den hollandske modstandsbevægelse blev Faber radikaliseret, og han deltog efterfølgende i SS's Sonderkommando Silbertanne-dødspatruljer, en gruppe målrettet den hollandske modstandsbevægelse og dem, der skjulte jøder og modstandere af nazismen. Han blev derefter medlem af Sonderkommando Feldmeijer, som myrdede fremtrædende hollandske borgere, og fungerede som livvagt for den hollandske nazileder Anton Mussert.
Efter krigen blev Faber ved en hollandsk domstol dømt til døden ved skydning i juni 1947 for mordet på mindst 11 personer. Den hollandske domstol erklærede, at Faber-brødrene var "to af de værste forbrydere fra SS". Pieter Faber blev henrettet i 1948. Den 14. januar 1948 blev Fabers dødsdom omstødt til livsvarigt fængsel. Dog lykkedes det ham, sammen med andre fra det hollandske SS, at flygte fra fængslet i Breda den 26. december 1952 og samme aften krydse grænsen til Tyskland.
Som medlem af SS havde Faber automatisk fået tysk statsborgerskab og han kunne derfor bosætte sig i den bayerske by Ingolstadt, og før han blev pensioneret arbejdede han for bilproducenten Audi som kontorassistent.

## Retsforfølgelse
I 1957 afviste en tysk domstol at udlevere Faber til Holland på grund af manglende beviser. To udleveringsanmodninger var foretaget af Holland i 1954 og 2004 for at få ham udleveret til strafafsoning. Begge anmodninger blev afvist af de tyske myndigheder med henvisning til 1957-beslutningen om manglende beviser.
Imidlertid blev nye beviser præsenteret for en domstol i München i 2006. Sagerne blev nu af de hollandske myndigheder betragtet som manddrab og ikke som tidligere kun mord, og derved faldt sagen uden for forældelsesfristen, og en arrestordre blev udsendt af de hollandske myndigheder.
I april 2009 blev Faber sat på listen fra Simon Wiesenthal Center som nummer tre over de mest eftersøgte nazister for krigsforbrydelser. I august 2010 krævede den israelske regering, at Tyskland udleverede Faber til strafafsoning i Holland.
I januar 2011 krævede Holland, at Tyskland anholdte og fængslede Faber for hans krigsforbrydelser. Holland har blandt andet foreslået, at Tyskland selv fængslede ham, når landet ikke udleverer egne statsborgere.